# Karl Renner
Karl Renner ([kaʁl ˈʀɛnɐ]ⓘ; ur. 14 grudnia 1870 w Unter Tannowitz, zm. 31 grudnia 1950 w Wiedniu) – austriacki polityk, socjolog prawa, jeden z teoretyków austromarksizmu i reformizmu.

## Życiorys
Urodził się jako syn zamożnego chłopa. Studia uniwersyteckie ukończył w Wiedniu, po czym był tam dyrektorem biblioteki. Był prawicowym socjaldemokratą. Od 1907 był członkiem Izby Posłów. Od 30 października 1918 do 7 lipca 1920 był pierwszym kanclerzem republikańskiej Austrii (trzy gabinety) i od 26 lipca 1919 był też ministrem spraw zagranicznych. Na stanowisku szefa dyplomacji pozostał do 22 października 1920 w gabinecie kanclerza Mayra. W latach 1920–1934 był posłem do parlamentu z okręgu Austrii Dolnej, a od 1931 do 1934 przewodniczącym Rady Narodowej. 
Założył bank robotniczy, którego był pierwszym prezesem. W latach 1926–1934 był prezesem międzynarodowego towarzystwa postępu socjalistycznego w Bazylei. Po walkach lutowych w roku 1934 został aresztowany pod zarzutem zbrodni zdrady głównej, zwolniony w czerwcu 1934.  
Jako wieloletni zwolennik zjednoczenia Austrii i Niemiec nawoływał do poparcia Anschlussu w zorganizowanym przez nazistów referendum z 10 kwietnia 1938 roku.
Od 27 kwietnia do 20 grudnia 1945 stał na czele czwartego rządu, zostając pierwszym kanclerzem po wojnie. Następnie do śmierci w dniu 31 grudnia 1950 był prezydentem Austrii.
Jest autorem licznych artykułów i rozpraw pod pseudonimem „Synopticus” i „Rudolf Springer” - z dziedziny polityczno-ekonomicznej sytuacji Austro-Węgier oraz spraw narodowościowych.
Zmarł w Wiedniu, pochowany w krypcie prezydenckiej na cmentarzu Centralnym.